# Liliolo de Acci
No se debe confundir con Liliolo, obispo de Pamplona por las mismas fechas.
Liliolo o Lilliolo fue obispo de Acci a finales del siglo VI.
Consta su asistencia al III Concilio de Toledo celebrado el año 589 durante el reinado de Recaredo, en el que firmó entre los últimos obispos, lo que le supone haber sido uno de los de menor antigüedad en la dignidad episcopal, consagrado hacia 586. Mantenía la sede en el año 594, como se deduce de la interpretación epigráfica de una lápida que conmemora la consagración de tres iglesias erigidas "en el lugar de Natívola" por encargo de un noble llamado Gundiliuva; la lápida se conserva actualmente en el museo de la Alhambra de Granada.